# ماسه

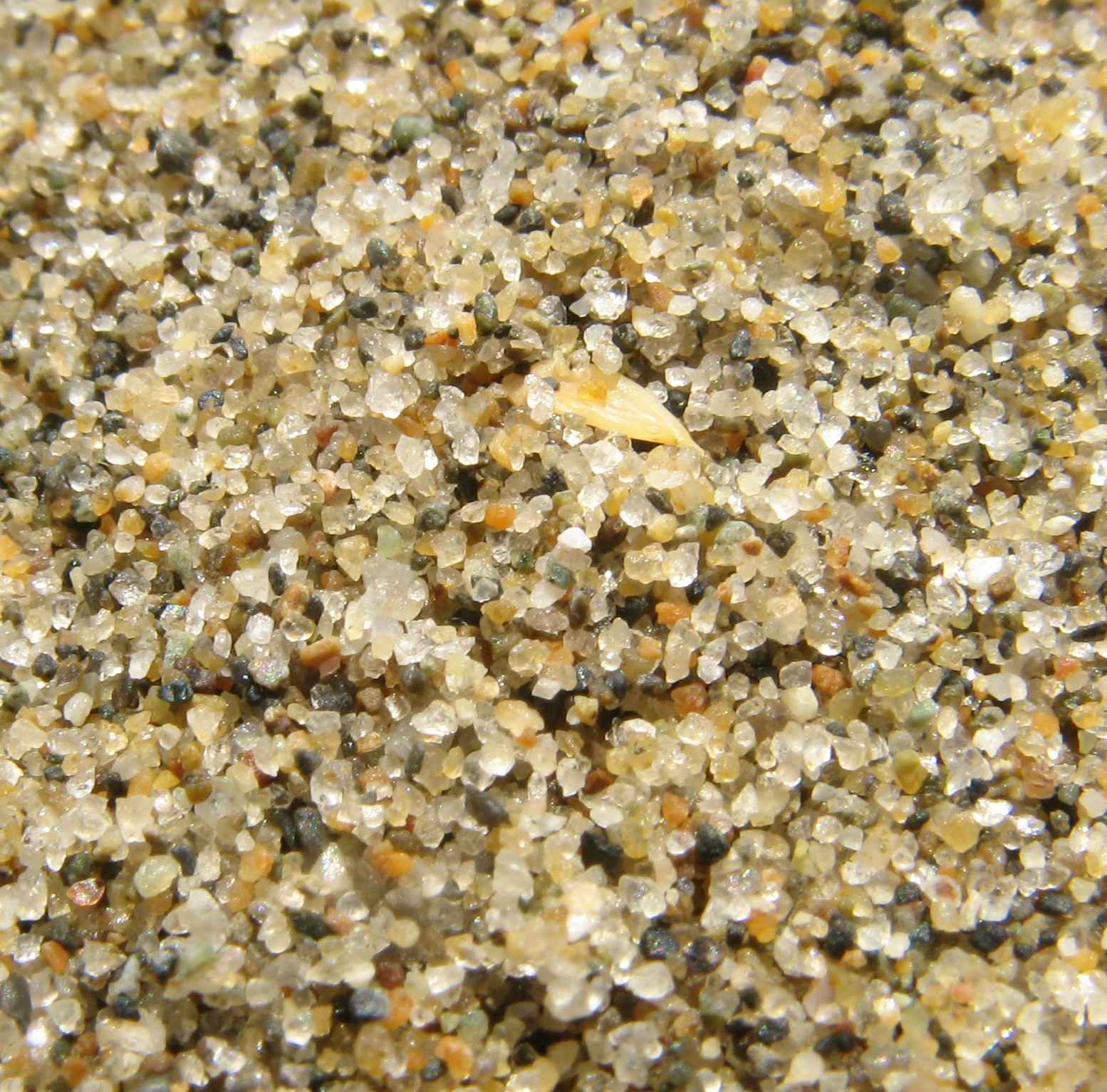
ماسه از ساحلی در ونکوور، (۱ تا ۲ سانتیمتر مربع).

ماسه به سنگ‌ریزه‌های خردتر از شن گفته می‌شود. ماسه معمولاً در ساحل دریا و رودخانه به وفور یافت می‌شود. در مهندسی عمران بر اساس طبقه‌بندی، ASTM به سنگدانه‌های ریزتر از ۴٫۷۵ میلی‌متر و درشت تر از ۰٫۰۷۵ میلی‌متر (۷۵ میکرون) ماسه می‌گویند. طبق استاندارد طبقه‌بندی متحد خاک، ماسه به سه رده ریز، متوسط و درشت طبقه‌بندی می‌شود.ماسه بیشتر در بستر دریاها یافت می‌شود. از آن جا که خاک‌های ماسه ای دارای ذرات بزرگی هستند، به سرعت خشک می‌شوند رطوبت خود را از دست می‌دهند. مزایا:در بهار سریع گرم می‌شود.
معایب:در تابستان به سرعت خشک می‌شود. مواد مغذی کمی دارد. آب را در خود نگه نمی‌دارد.
چون دانه‌هایش بزرگ‌تر است، زودتر در آب ته‌نشین می‌شود و برای کشاورزی مناسب نیست و نفوذ آب درآن بیشتر از خاک‌های دیگر است.